# Campionato Sammarinese di Calcio 2008/2009
Campionato Sammarinese di Calcio 2008/2009 var den tjugofjärde säsongen av sanmarinska fotbollsmästerskapen Campionato Sammarinese di Calcio. Säsongen startade i september 2008 och avslutades i maj 2009. Sänsongen vanns av Tre Fiori I finalen mötte de A.C. Juvenes/Dogana.

## Tävlande lag
Eftersom det inte finns några högre eller lägre ligor så är det samma lag som spelade i säsongen 2007/2008. Namnet inom parentes visar vilken stad/ort laget kommer från.
- S.P. Cailungo (Borgo Maggiore)
- S.S. Cosmos (Serravalle)
- F.C. Domagnano (Domagnano)
- S.C. Faetano (Faetano)

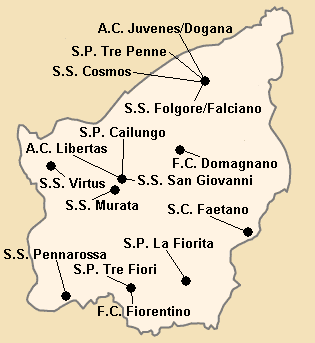
Karta som visar varifrån de olika lagen kommer.

- S.S. Folgore Falciano Calcio (Serravalle)
- F.C. Fiorentino (Fiorentino)
- A.C. Juvenes/Dogana (Serravalle)
- S.S. Pennarossa (Chiesanuova)
- S.P. La Fiorita (Montegiardino)
- AC Libertas (Borgo Maggiore)
- S.S. Murata (San Marino)
- S.S. San Giovanni (Borgo Maggiore)
- S.P. Tre Fiori (Fiorentino)
- S.P. Tre Penne (Serravalle)
- S.S. Virtus (Acquaviva)

## Arenor
Varje match spelades på en slumpvis vald arena av dessa nedan:
- Stadio Olimpico (Serravalle)
- Campo di Fiorentino (Fiorentino)
- Campo di Acquaviva (Chiesanuova)
- Campo di Dogana (Serravalle)
- Campo Fonte dell'Ovo (Domagnano)
- Campo di Serravalle "B" (Serravalle)

## Resultat

### Grupp A
| Position | Lag             | Spelade | Vinster | Oavgjorda | Förluster | Antal gjorda mål | Antal insläppta mål | Målskillnad | Poäng | Kvalificering/Nedflyttning |
| -------- | --------------- | ------- | ------- | --------- | --------- | ---------------- | ------------------- | ----------- | ----- | -------------------------- |
| 1        | Virtus          | 20      | 10      | 5         | 5         | 34               | 22                  | +12         | 35    | Playoff                    |
| 2        | Tre Penne       | 20      | 9       | 8         | 3         | 35               | 24                  | +11         | 35    | Playoff                    |
| 3        | Juevenes/Dogana | 20      | 9       | 7         | 4         | 25               | 13                  | +12         | 34    | Playoff                    |
| 4        | Pennarossa      | 20      | 10      | 4         | 6         | 35               | 24                  | +11         | 34    |                            |
| 5        | La Fiorita      | 20      | 9       | 4         | 7         | 35               | 28                  | +7          | 31    |                            |
| 6        | Libertas        | 20      | 8       | 4         | 8         | 30               | 31                  | -1          | 28    |                            |
| 7        | Domagnano       | 20      | 5       | 2         | 13        | 23               | 38                  | -15         | 17    |                            |

### Grupp B
| Position | Lag          | Spelade | Vinster | Oavgjorda | Förluster | Antal gjorda mål | Antal insläppta mål | Målskillnad | Poäng | Kvalificering/Nedflyttning |
| -------- | ------------ | ------- | ------- | --------- | --------- | ---------------- | ------------------- | ----------- | ----- | -------------------------- |
| 1        | Tre Fiori    | 21      | 14      | 5         | 2         | 53               | 20                  | +33         | 47    | Playoff                    |
| 2        | Murata       | 21      | 11      | 5         | 5         | 38               | 20                  | +18         | 38    | Playoff                    |
| 3        | Faetano      | 21      | 9       | 7         | 5         | 39               | 34                  | +5          | 34    | Playoff                    |
| 4        | Cosmos       | 21      | 11      | 1         | 9         | 44               | 37                  | +7          | 34    |                            |
| 5        | Folgore      | 21      | 6       | 6         | 9         | 28               | 30                  | -2          | 24    |                            |
| 6        | Cailungo     | 21      | 6       | 5         | 10        | 23               | 30                  | -7          | 23    |                            |
| 7        | Fiorentino   | 21      | 3       | 2         | 16        | 21               | 61                  | -40         | 11    |                            |
| 8        | San Giovanni | 21      | 0       | 3         | 18        | 19               | 70                  | -51         | 3     |                            |

## Finalen
Finalen spelades mellan S.P. Tre Fiori och A.C.Juvenes/Dogana den 29 maj 2009 i Stadio Olimpico Serravalle. Vinnaren fick chansen att kvala in till Champions League från första kvalomgången.
|              | 29 maj 2009              | Tre Fiori | 0–0 | Juvenes/Dogana | Stadio Olimpico Serravalle |  |
| 21:00 (CEST) |                          |           |     |                |                            |  |
|              |                          |           |     |                |                            |  |
|              | Straffsparksläggning 3–1 |           |     |                |                            |  |